# Sveriges herrlandskamper i fotboll 2002
Sveriges herrlandskamper i fotboll 2002 omfattade bland annat VM i Sydkorea och Japan där landslaget spelade i grupp F, tillsammans med England, Argentina och Nigeria, och tog sig vidare till åttondelsfinal. Där förlorade Sverige dock mot Senegal.

## Matcher
| Datum       | Spelplats    |          |           | Resultat                       | Typ av match      |
| ----------- | ------------ | -------- | --------- | ------------------------------ | ----------------- |
| 13 februari | Thessaloniki | Grekland | Sverige   | 2 – 2                          | Träningsmatch     |
| 27 mars     | Malmö        | Sverige  | Schweiz   | 1 – 1                          | Träningsmatch     |
| 17 april    | Oslo         | Norge    | Sverige   | 0 – 0                          | Träningsmatch     |
| 17 maj      | Solna        | Sverige  | Paraguay  | 1 – 2                          | Träningsmatch     |
| 25 maj      | Tokyo        | Japan    | Sverige   | 1 – 1                          | Träningsmatch     |
| 2 juni      | Saitama      | England  | Sverige   | 1 – 1                          | VM 2002           |
| 7 juni      | Kobe         | Sverige  | Nigeria   | 2 – 1                          | VM 2002           |
| 12 juni     | Rifu         | Sverige  | Argentina | 1 – 1                          | VM 2002           |
| 16 juni     | Oita         | Sverige  | Senegal   | 1 – 1, 1 – 2 efter förlängning | 8-del VM 2002     |
| 21 augusti  | Moskva       | Ryssland | Sverige   | 1 – 1                          | Träningsmatch     |
| 7 september | Riga         | Lettland | Sverige   | 0 – 0                          | Kval till EM 2004 |
| 12 oktober  | Solna        | Sverige  | Ungern    | 1 – 1                          | Kval till EM 2004 |
| 16 oktober  | Göteborg     | Sverige  | Portugal  | 2 – 3                          | Träningsmatch     |
| 20 november | Teplice      | Tjeckien | Sverige   | 3 – 3                          | Träningsmatch     |